# Camille Danguillaume
Camille Danguillaume est un coureur cycliste français, né le 4 juin 1919 à Châteaulin et mort le 26 juin 1950 dans le 13e arrondissement de Paris.

## Biographie
Camille Danguillaume fait ses premières courses amateurs avec le C.V. des Marchés.
Camille Danguillaume fut professionnel de 1942 à 1950. Excellent rouleur, il remporte Liège-Bastogne-Liège en 1949, le Critérium national en 1946 et 1948.
Il meurt en 1950, à l'âge de 31 ans, des suites d'un accrochage entre deux cyclomoteurs lors du Championnat de France à Montlhéry.
Il est l'oncle du coureur et directeur sportif Jean-Pierre Danguillaume, et le beau-frère d'Émile Idée et de Paul Giguet. Ses frères André, Jean, Roland et Marcel étaient eux aussi coureurs cyclistes.
Il fut le coéquipier de Jean de Gribaldy et de Maurice De Muer.

## Palmarès
- 1937
  - 2e de Paris-Rouen
- 1938
  - Challenge du meilleur indépendant
  - Paris-Lillers
  - Paris-Breteuil
  - 2e de Paris-Ézy
  - 2e de Paris-Dieppe
- 1942
  - Circuit du Bourbonnais
- 1943
  - Ronde des Mousquetaires
  - 2e de Paris-Reims
  - 2e du Grand Prix des Alpes
  - 2e du Grand Prix de Provence
  - 3e de Paris-Camembert (Trophée Lepetit)
  - 6e de Paris-Roubaix
- 1946
  - Critérium national (ex æquo avec Kléber Piot)
  - 5e de Paris-Roubaix
- 1947
  - 3e du Grand Prix du Pneumatique
- 1948
  - Critérium national
  - 2e du Grand Prix des Alliés
  - 2e de Paris-Valenciennes
  - 3e du Circuit de la Vienne
- 1949
  - Liège-Bastogne-Liège
  - Zurich-Lausanne
  - Grand Prix des Alliés
  - Coupe Marcel Vergeat
  - 2e du Grand Prix de Zurich
  - 2e du championnat de France sur route
  - 3e du Grand Prix de l'Écho d'Alger
- 1950
  - 3e de Paris-Saint-Étienne

## Résultats sur les grands tours

### Tour de France
3 participations
- 1947 : abandon (3e étape)
- 1948 : abandon (10e étape)
- 1949 : abandon (10e étape)

### Tour d'Italie
1 participation 
- 1948 : abandon